# Воррен (округ, Пенсільванія)
Шаблон:StateAbbr_ 41°49′ пн. ш. 79°16′ зх. д. / 41.81° пн. ш. 79.27° зх. д.
Округ  Воррен (англ. Warren County) — округ (графство) у штаті  Пенсільванія, США. Ідентифікатор округу 42123.

## Історія
Округ утворений 1819 року.

## Демографія
За даними перепису 
2000 року 
загальне населення округу становило 43863 осіб, зокрема міського населення було 19759, а сільського — 24104.
Серед мешканців округу чоловіків було 21506, а жінок — 22357. В окрузі було 17696 домогосподарств, 12122 родин, які мешкали в 23058 будинках.
Середній розмір родини становив 2,93.
Віковий розподіл населення поданий у таблиці:
| Стать    | До 15 років | 15-21 | 22-29 | 30-39 | 40-49 | 50-65 | 65-85 | Понад 85 |
| -------- | ----------- | ----- | ----- | ----- | ----- | ----- | ----- | -------- |
| Чоловіки | 4454        | 1931  | 1652  | 2953  | 3548  | 3885  | 2836  | 247      |
| Жінки    | 4141        | 1780  | 1702  | 2939  | 3542  | 4024  | 3627  | 602      |

## Суміжні округи
- Чотоква, Нью-Йорк — північ
- Каттарогус, Нью-Йорк — північний схід
- Маккін — схід
- Елк — південний схід
- Форест — південь
- Венанго — південний захід
- Кроуфорд — захід
- Ері — захід

## Виноски
1. ↑  U.S. Decennial Census. United States Census Bureau. Архів оригіналу за 26 квітня 2015. Процитовано 11 березня 2015.
2. ↑  Historical Census Browser. University of Virginia Library. Архів оригіналу за 11 серпня 2012. Процитовано 11 березня 2015.
3. ↑  Forstall, Richard L., ред. (24 березня 1995). Population of Counties by Decennial Census: 1900 to 1990. United States Census Bureau. Архів оригіналу за 20 березня 2015. Процитовано 11 березня 2015.
4. ↑  Census 2000 PHC-T-4. Ranking Tables for Counties: 1990 and 2000 (PDF). United States Census Bureau. 2 квітня 2001. Архів (PDF) оригіналу за 18 грудня 2014. Процитовано 11 березня 2015.
5. ↑  State & County QuickFacts. United States Census Bureau. Архів оригіналу за 6 червня 2011. Процитовано 22 листопада 2013.(англ.) Наведено за англійською вікіпедією.
6. ↑  American FactFinder. Бюро перепису населення США. Архів оригіналу за 26 лютого 2012. Процитовано 31 січня 2008.

| США | Це незавершена стаття з географії США. Ви можете допомогти проєкту, виправивши або дописавши її. |